# Saliera

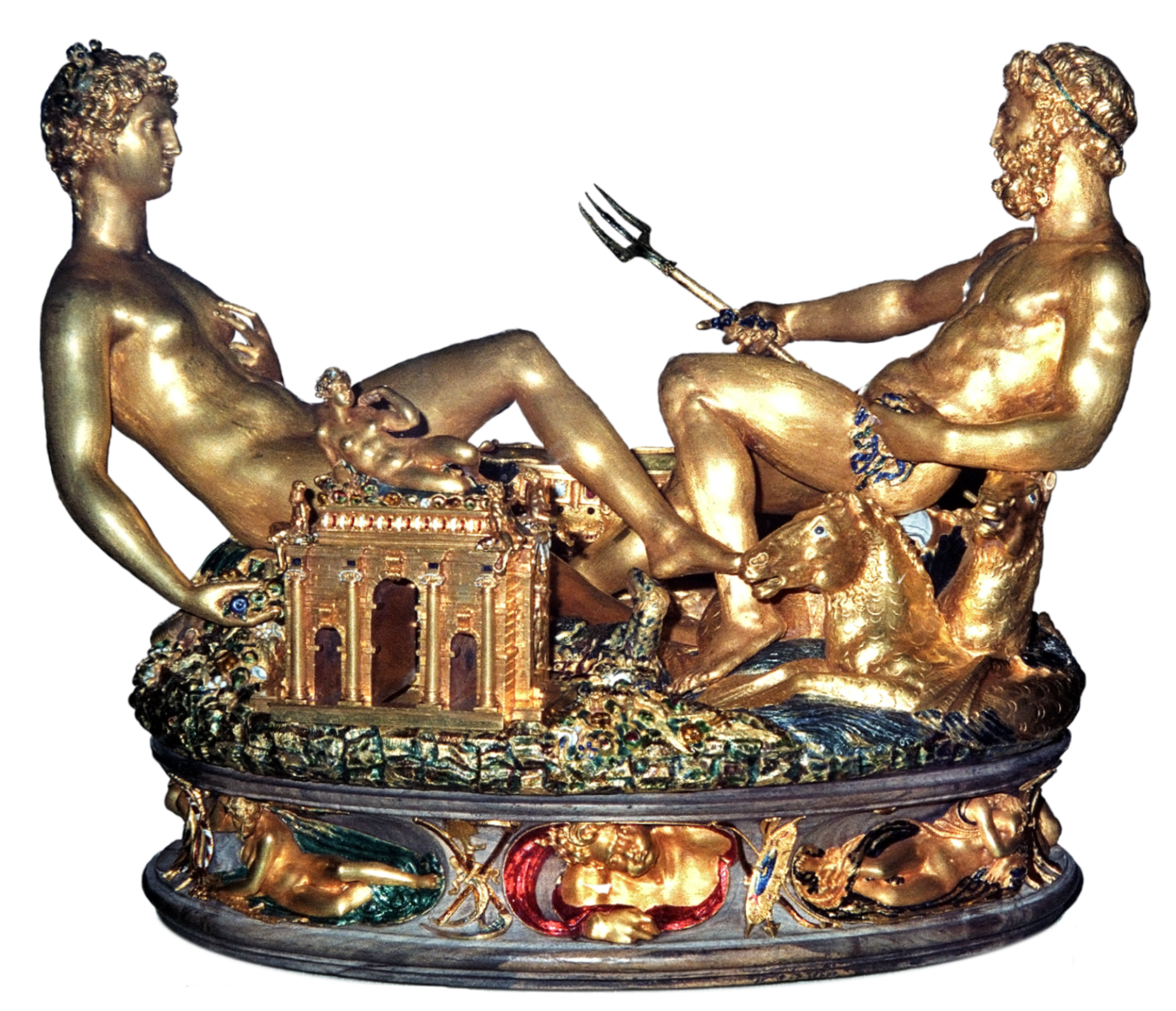
Saliera von Benvenuto Cellini (Paris, 1540–1543 Gold, teilweise emailliert; Sockel: Ebenholz), heute im Kunsthistorischen Museum Wien (1994)

Die Saliera (italienisch Salz- oder Pfefferfass) ist ein vom italienischen Bildhauer und Goldschmied Benvenuto Cellini für Franz I. von Frankreich von 1540 bis 1543 angefertigtes Tafelgerät. Der Künstler selbst verlieh seinem Werkstück diesen Titel. Es gilt als Cellinis berühmtestes Werk. Seit Eröffnung des Kunsthistorischen Museums in Wien (1891) prominent präsentiert, ist es heute dort in der permanenten Ausstellung der Kunstkammer zu sehen.

## Beschreibung

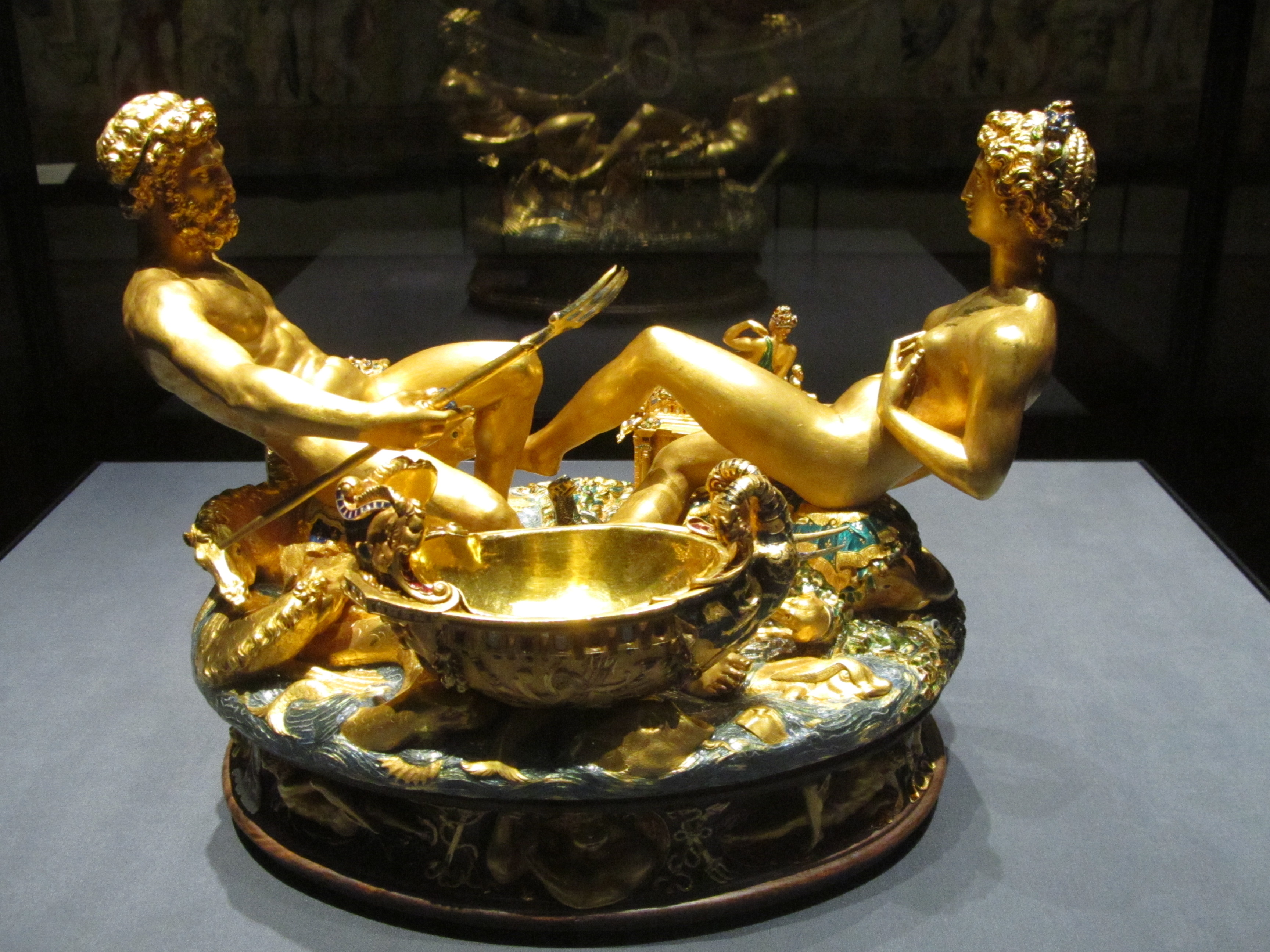
Saliera von Benvenuto Cellini (Paris, 1540–1543), von hinten (2015)

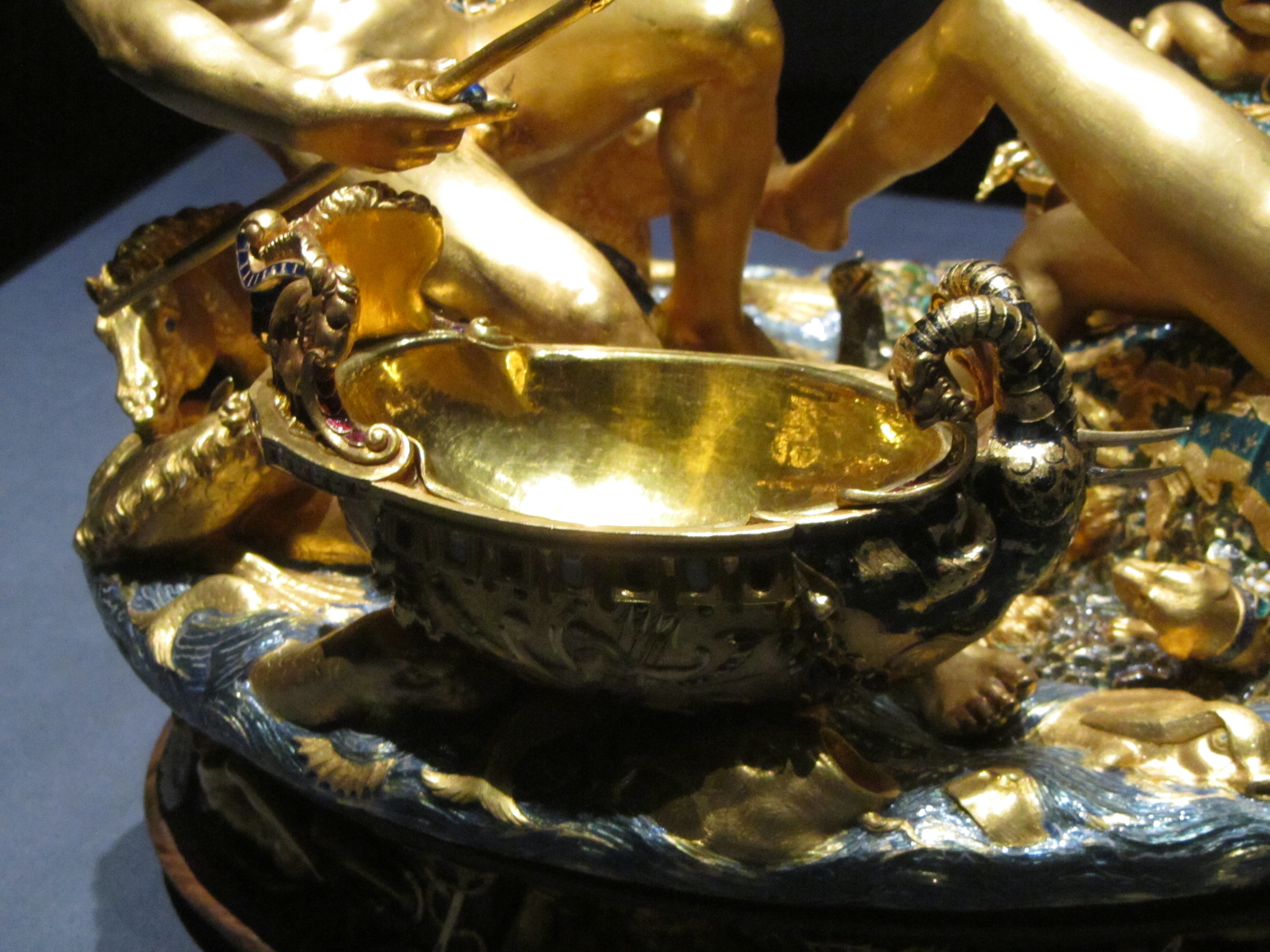
Saliera von B. Cellini. Das Schiff ist der Salzbehälter. (2015)

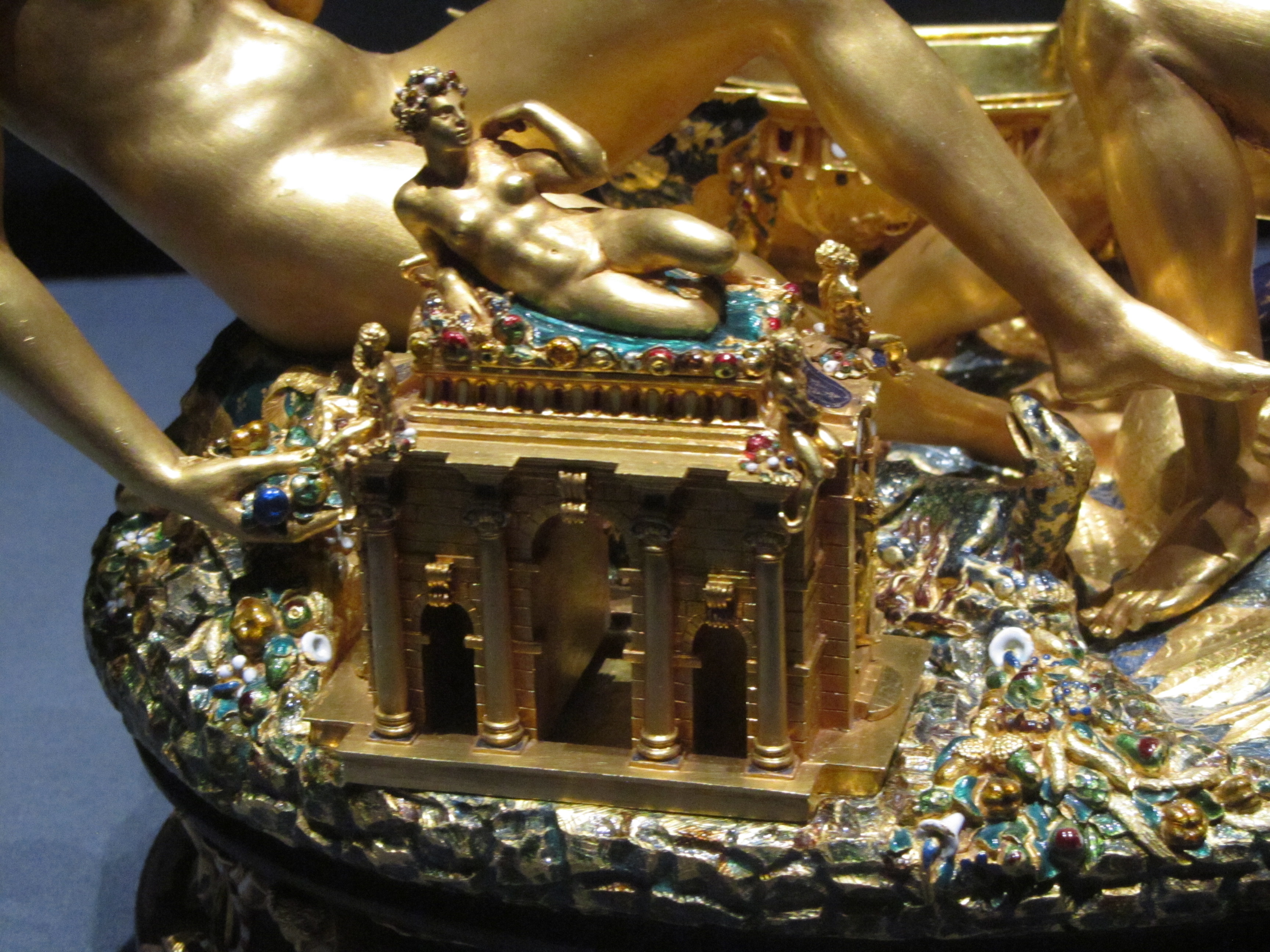
Saliera von B. Cellini. Das Gebäude ist der Behälter für den Pfeffer (2015)

Die Saliera gilt als die einzige erhaltene Goldschmiedearbeit Benvenuto Cellinis (1500–1572). Sie ist ein Werk der Spätrenaissance und zeigt eine allegorische Darstellung, in deren Zentrum zwei antike Göttergestalten stehen: Auf der einen Seite lagert Neptun, der Gott des Meeres, mit einem Dreizack bewaffnet. In der Form eines Schiffes öffnet sich zu seiner Rechten ein Salzbehälter. Dieses wird von vier pferdeartigen Wesen mit Rossleib und Fischschwänzen getragen. Ihm gegenüber sitzt Tellus, die römische Göttin der Erde. An ihrer Seite befindet sich ein Tempelgebäude, das als Behälter für Pfeffer dient. Weiter sind Landtiere zu erkennen und ein von Blüten und Früchten strotzendes Füllhorn.
Wie wir von Cellini selbst wissen, symbolisiert die Figur des Neptun das Meer, welches das Salz hervorbringt, während Tellus die Erde symbolisiert, welche den Pfeffer schenkt. Den Leitgedanken seines  ikonographischen Programms fasst der Künstler folgendermaßen zusammen: Um zu zeigen, "wie das Meer sich mit der Erde verbindet, machte ich zwei Figuren, die mit verschränkten Füßen gegeneinander saßen, so wie man die Arme des Meeres in die Erde hineinlaufen sieht. „Beide hatten die Beine anmutsvoll ineinander geschoben; das eine hielten sie gestreckt, das andere gebogen; welche Stellung Berg und Ebene der Erde bedeuten sollte.“  Der Sockel der Skulptur ist in acht Nischen eingeteilt, die mit Allegorien der Jahres- und Tageszeiten besetzt sind.
Die Figuren wurden von Cellini, der zu dieser Zeit in Frankreich eine große Werkstatt mit vielen Mitarbeitern aus Frankreich, Italien und Deutschland unterhielt, nach einem Wachsmodell aus Goldblech getrieben und teilweise emailliert. Die Erde formte er, „von so schöner Gestalt und so anmutig, als ich nur wußte und konnte“. Der Sockel umschreibt ein Oval und besteht aus Ebenholz mit Verzierungen aus Gold. Insgesamt misst das Tischgerät 28,5 cm × 21,5 cm × 26,3 cm und ruht auf vier lose in das Ebenholz eingelassenen Elfenbeinkugeln. Auf diese Weise in alle Richtungen zu rollen, ermöglicht es der Tischgesellschaft einen schnellen Zugriff auf Salz und Pfeffer.
Von Alfred von Arneth ist folgende Beschreibung der Saliera aus dem Jahre 1857 überliefert:

„Das Kunstwerk ist aus Gold und stellt Cybele als Göttin der festen Erde und Neptun als Gott des Meeres vor, welche ihre Produkte für die Tafel liefern. Land- und Seethiere umgeben diese Gottheiten, worunter auch der Salamander, das Emblem Königs Franz I., es ist ferner auf dem Lande eine Triumphpforte hingestellt, woran die Wappen von Franz und von Frankreich angebracht sind. Die Basis zieren, die Personifikationen der Tageszeiten, die so sehr an die vier Figuren erinnern, welche Michael Angelo Buonarotti auf die zwei Grabmäler der Medici in der Kapelle S. Lorenzo zu Florenz setzte, daß man sieht, wie B. Cellini den M. Angelo nachahmte; aus dieser Nachahmung geht aber unwiderleglich hervor, daß die angeführten Figuren M. Angelo's gleichfalls als die Personifikationen der Tageszeiten zu erklären sind. Es wird ferner das Gewicht der einzelnen Bestandtheile der Saliera angegeben und bewiesen, daß dies das nämliche Werk sei, welches Cellini für Franz I. arbeitete, und aus gleichzeitigen Inventaren und anderen Dokumenten erklärt, wie dies Werk, für Franz I. im Jahre 1543 vollendet, von Karl IX. an Erzherzog Ferdinand im Jahre 1570 bei Gelegenheit der Vermählung des Königs mit Elisabeth, Erzherzogin von Oesterreich, geschenkt wurde, wo es seit dieser Zeit aufbewahrt und daß es nun im k. k. Münz- und Antikenkabinete aufgestellt wurde.“

## Geschichte
Der ursprüngliche Auftraggeber war der Kardinal von Ferrara, Ippolito d’Este. Für ihn fertigte Cellini in Rom einen Pokal und ein Becken aus Silber, wobei das Salzfass als Ergänzung dazu gedacht war. Der Kardinal zog seinen Auftrag allerdings zurück, als er das Wachsmodell sah und es für nicht ausführbar hielt. Cellini nahm das Modell später mit auf seine Reise nach Frankreich und zeigte es dort Franz I., der bereits als Geschenk des Kardinals von Ferrara dessen Pokal und Becken besaß. Franz I. erteilte Cellini den Auftrag zur Ausführung des Salzfasses.
Es gelangte später als Geschenk des französischen Königs Karl IX. an Erzherzog Ferdinand II. von Tirol in habsburgischen Besitz. Mit diesem Geschenk bedankte sich der König dafür, dass ihn Ferdinand II. als Bräutigam vertrat, als er Erzherzogin Elisabeth ehelichte (1570) und zur französischen Königin machte. Aus dem Speyerer Regest Nr. 11896 vom 26. Oktober 1570 geht die Überreichung des Geschenks – zusammen mit drei Bechern – an diesem Tage in Speyer hervor.
Das Salzfass war Teil der Kunstsammlung von Schloss Ambras und wurde im Zuge der Auflösung dieser Sammlung im 19. Jahrhundert in das Kunsthistorische Museum in Wien überführt. Der Landeshauptmann von Tirol, Herwig van Staa, bemühte sich vergebens darum, die Saliera wieder nach Tirol zu holen.
Benvenuto Cellini und sein Werk gerieten im Laufe der Zeit sehr bald in Vergessenheit, was die nur geringe Anzahl seiner heute noch erhaltenen Arbeiten erklärt. Auch die Saliera wurde in der Sammlung von Schloss Ambras als anonymes Werk geführt. Das wiedererwachte Interesse an Benvenuto Cellini geht im deutschsprachigen Raum in erster Linie auf Johann Wolfgang von Goethe zurück, der die Vita des Künstlers ins Deutsche übersetzte, oder besser, bearbeitete. Im Anschluss an die Veröffentlichung setzte eine fieberhafte Suche nach noch vorhandenen Werken Cellinis ein. Karl August Varnhagen von Ense berichtete in diesem Zusammenhang, dass Karl August, Herzog von Sachsen-Weimar, bei einem Besuch in Wien die Möglichkeit hatte, die gerade dorthin gebrachte Sammlung aus Ambras zu besichtigen und dabei die in der Vita beschriebene Saliera entdeckte, worüber er unverzüglich seinem Freund Goethe Bericht erstattete.
Der Wert der Skulptur wurde 2006 auf rund 50 Millionen Euro geschätzt (Grundlage für diese Schätzung ist der Versicherungswert). In aktueller Kaufkraft entspricht dies ungefähr 63,5 Millionen EUR.

### Der Diebstahl 2003

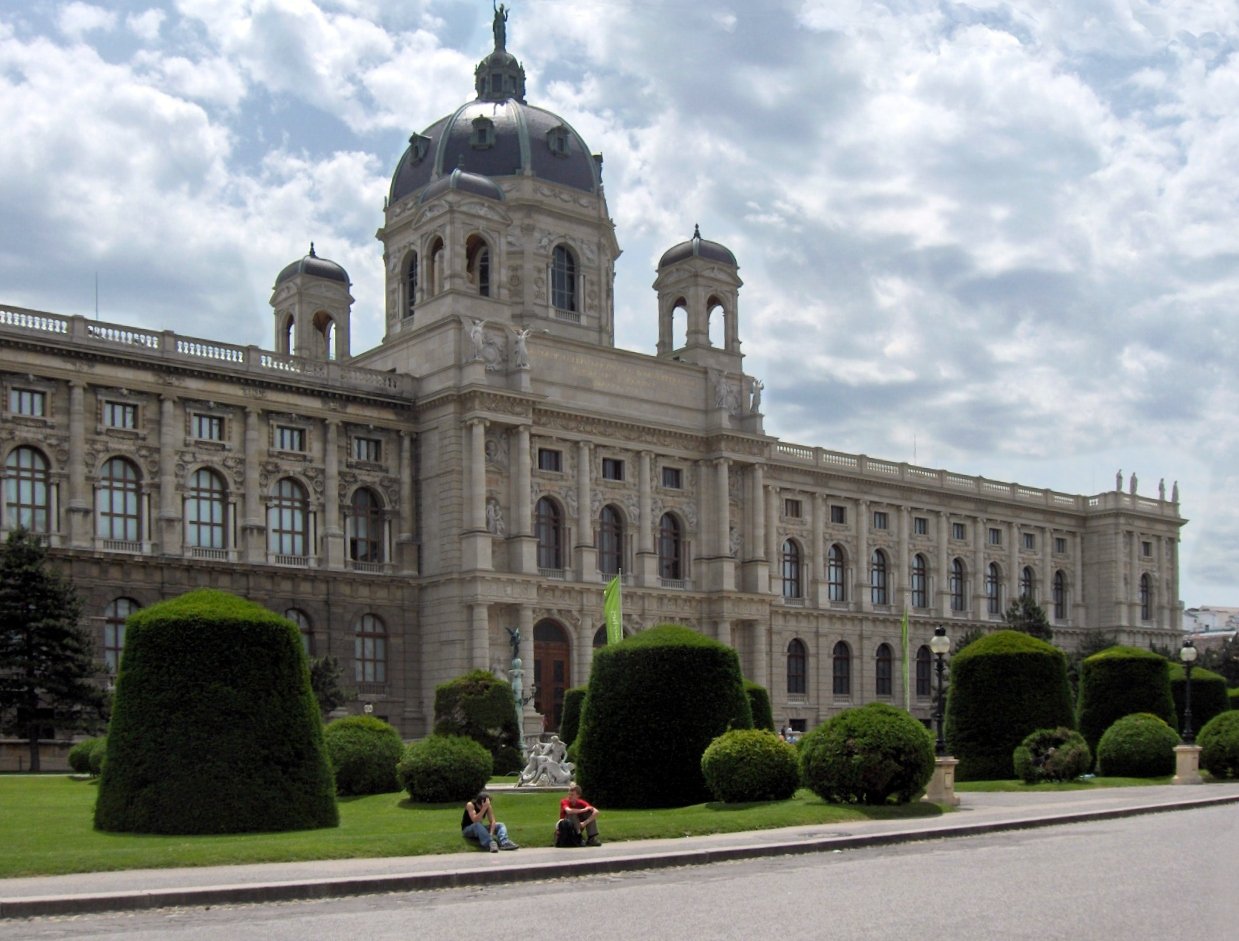
Robert Mang kletterte in der Nacht vom 11. Mai 2003 in den rechten Flügel, der zwecks Sanierung eingerüstet war, und stahl die Saliera

Am 11. Mai 2003 wurde die Saliera aus dem Kunsthistorischen Museum in Wien entwendet, das wegen Bauarbeiten eingerüstet war. Die Alarmanlage löste zwar aus, das Wachpersonal nahm aber einen Fehlalarm an, sodass der Diebstahl erst am nächsten Morgen vom Reinigungspersonal entdeckt wurde. Kriminalisten stellten fest, dass der oder die Täter nicht mehr als 46 Sekunden für die Tat zur Verfügung gehabt hatten. Sie waren über das Baugerüst durch ein Fenster eingestiegen.
Der spektakuläre Diebstahl erregte weltweites Medieninteresse, und in den großen Tageszeitungen wurden Inserate geschaltet, die sich an die Diebe richteten, allerdings ohne Erfolg. Die amerikanische Kriminalpolizei FBI setzte in ihrer Fahndung das Werk auf Platz fünf der wertvollsten gestohlenen Kunstgegenstände. Trotzdem blieb die Saliera drei Jahre lang verschollen. Bei der Wiener Kriminaldirektion wurde eine eigene Sonderermittlungsgruppe Saliera eingerichtet, Chefermittler war Ernst Geiger.
Nach dem Durchsickern von Fahndungsdetails gab das Bundeskriminalamt am 20. Jänner 2006 bekannt, dass ihm am 27. Oktober 2005 ein Teil der Figur – der Dreizack – zugesandt worden war. Ein Informant könne weitere Hinweise auf den Verbleib der Figur geben. Gleichzeitig wurde das Foto eines mutmaßlichen Täters veröffentlicht und eine Großfahndung eingeleitet. Das Bild stammte von einer Überwachungskamera in einem Mobilfunkgeschäft in der Wiener Mariahilfer Straße, wo ein Mann ein Wertkartentelefon erworben hatte, von dem aus eine Erpressungs-SMS verschickt wurde. Der Absender verlangte von der Uniqa Versicherungen 10 Millionen Euro, andernfalls würde er das Kunstwerk einschmelzen und diese Tat auf Video dokumentieren. Der Verdächtige wurde nach der Veröffentlichung des Fotos von Bekannten erkannt und stellte sich tags darauf der Polizei. Nachdem er zuerst bestritt, an dem Diebstahl beteiligt zu sein, legte er schließlich ein Geständnis ab und führte die Polizei am 21. Jänner 2006 zu einem Waldstück beim Dorf Brand bei Zwettl, wo er die Saliera in einer Kiste vergraben hatte.
Der Täter, Robert Mang, war 47 Jahre alt, Vater zweier Kinder und Inhaber einer Alarmanlagenfirma in Wien-Neubau. Er gab an, Schwachstellen im Alarmsystem des Museums entdeckt und die Tat in alkoholisiertem Zustand begangen zu haben. Er habe das Diebesgut zunächst unter seinem Bett aufbewahrt. Im September 2006 wurde er zu vier Jahren Haft verurteilt, die in einem neuen Prozess auf fünf Jahre erhöht wurde; er wurde nach zwei Jahren und neun Monaten vorzeitig entlassen.
Der Täter hatte kurioserweise im Jahr 2004, als er noch nicht ermittelt war, dem privaten Wiener Radiosender Orange 94.0 als Sicherheitsexperte ein Interview gegeben, in dem er sich nicht nur über Alarmanlagen im Allgemeinen, sondern auch über die Saliera und ihre angebliche schlechte Absicherung äußerte. Dieser Zusammenhang wurde im Jänner 2006 aufgedeckt, wobei sich die Aussagen über den schlechten Sicherheitsstandard als unwahr erwiesen.
Am 22. Jänner 2006 übergab die damalige Innenministerin Liese Prokop die Saliera im Rahmen einer Pressekonferenz formell an die Bundesministerin für Bildung, Wissenschaft und Kultur Elisabeth Gehrer, die sie an das Kunsthistorische Museum weiterleitete. Sachverständige stellten leichte Beschädigungen fest, vor allem Kratzer an der Oberfläche der goldenen Figuren, die auf Glassplitter der bei der Tat eingeschlagenen Vitrine und die nicht fachgerechte Lagerung zurückzuführen waren. An mehreren Stellen waren auch Teile der Emailverzierungen abgesplittert.
Vom 31. Jänner bis zum 19. Februar 2006 war das wiedergefundene Kunstwerk wieder im Kunsthistorischen Museum zu besichtigen. Danach folgte eine dreiwöchige Restaurierungsphase. Ab 14. März kehrte das goldene Salzfass dann anlässlich der Ausstellung „Europa ohne Grenzen“ endgültig ins Museum zurück.
Im Jahr 2024 berichtete der ehemalige Museumsdirektor Wilfried Seipel rückblickend, dass er selbst schon vor dem Diebstahl auf eine bessere Sicherung der Baustelle gedrängt hatte, damit bei der Burghauptmannschaft jedoch auf Ablehnung gestoßen war. Der Saliera-Dieb habe dem Museum mehrere Erpresserbriefe geschickt und bis zu zehn Millionen vom Museum Euro Lösegeld gefordert. Dass der Diebstahl vor Gericht und in den Medien dann als eine durch die schlechte Sicherung der Kunstwerke bedingte „Gelegenheitstat“ dargestellt wurde, sei ein Deal mit der Polizei gewesen. Seipel meint, er sei durch die Medien zu Unrecht als unachtsamer Museumsdirektor hingestellt worden.

## Rezeption und Auswirkungen des Diebstahls
- Der Diebstahl einer fiktiven Cellini-Skulptur aus einem Museum durch Auslösen eines Falschalarms wurde im Jahr 1966 im Spielfilm Wie klaut man eine Million? gezeigt.
- Der Diebstahl der Saliera war der Anlass für die erste Installation einer Kunstklappe.
- Mang und der Diebstahl werden in dem Roman Mine all mine von Adam Davies (deutsch: Dein oder mein) mehrmals erwähnt.
- Die Saliera und der Kunstraub stehen im Mittelpunkt des 2018 in der edition tingeltangel erschienenen Kinderkrimis Lauter Lauterbachs und die geheimnisvolle Saliera der Autorinnen und Kunsthistorikerinnen Susanna Partsch und Andrea Schaller und der Illustratorin und Kunstpädagogin Rosemarie Zacher.[13]
- Unter literarischer Mitarbeit von Maximilian Hauptmann-Höbart veröffentlichte Ernst Geiger, der damals Chef des Ermittlerteams war, 2023 den Kriminalroman Goldraub über den Einbruch 2003 sowie die Entwendung und die Rückkehr der Saliera. Ähnlichkeiten mit realen Personen seien in dem Werk allerdings „nicht beabsichtigt und rein zufällig“.[14][15] Laut Notiz in der Kronenzeitung vergleicht er den Dieb mit Jack Unterweger, gegen den Geiger ebenfalls ermittelt hatte. – „Beide waren Narzissten.“[16]